# Alphavirus
Alphavirus — род РНК-вирусов, единственный род в семействе Togaviridae. Альфавирусы принадлежат к группе IV Балтиморской классификации вирусов с одноцепочечным геномом (+)РНК. Существует 32 альфавируса, которые заражают различных позвоночных, таких как люди, грызуны, рыбы, птицы и более крупных млекопитающих, таких как лошади, а также беспозвоночных. Альфавирусы, которые могут инфицировать как позвоночных, так и членистоногих, называются альфавирусами с двойным хозяином, в то время как альфавирусы, специфичные для насекомых, такие как вирус Эйлат и вирус Яда-яда, ограничены их компетентным переносчиком из членистоногих. Передача между видами и отдельными особями происходит в основном через комаров, что делает альфавирусы членом коллекции арбовирусов или вирусов, переносимых членистоногими. Частицы альфавируса имеют оболочку диаметром в 70 нм, сферической формы (существует некоторый плеоморфизм). Нуклеокапсид изометрический 40 нм в диаметре.

## Геном
Альфавирусы представляют собой маленькие, сферические, оболочечные вирусы с геномом, состоящим из одной нити РНК с положительной полярностью. Общая длина генома колеблется от 11 000 до 12 000 нуклеотидов и имеет 5'-кэп и 3'- поли-А-хвост. Четыре гена неструктурных белков кодируются в 5'-двух третях генома, тогда как три структурных белка транслируются с субгеномной мРНК, коллинеарной 3'-трети генома.
В геноме есть две открытые рамки считывания (ОРС): неструктурная и структурная. Первый неструктурный и кодирует белки (nsP1–nsP4), необходимые для транскрипции и репликации вирусной РНК. Второй кодирует три структурных белка: основной нуклеокапсидный белок С и оболочечные белки Р62 и Е1, которые связываются в виде гетеродимера. Поверхностные гликопротеины вируса, закрепленные на мембране, ответственны за распознавание рецепторов и проникновение в клетки-мишени посредством слияния мембран.

### Структурные белки
Протеолитическое созревание Р62 в Е2 и Е3 вызывает изменение поверхности вируса. Вместе E1, E2 и иногда E3 гликопротеиновые «шипы» образуют димер E1/E2 или тример E1/E2/E3, где E2 простирается от центра к вершинам, E1 заполняет пространство между вершинами, а E3 может рисутствовать на дистальном конце шипа. При воздействии на вирус кислотностью эндосомы E1 отделяется от E2 с образованием гомотримера E1, который необходим для стадии слияния, чтобы свести вместе клеточные и вирусные мембраны. Альфавирусный гликопротеин E1 представляет собой слитый белок вируса класса II, который структурно отличается от слитых белков класса I, обнаруженных в вирусе гриппа и ВИЧ. Структура вируса леса Семлики показала структуру, аналогичную структуре флавивирусного гликопротеина Е, с тремя структурными доменами в той же первичной последовательности. Гликопротеин Е2 взаимодействует с нуклеокапсидом через свой цитоплазматический домен, а его эктодомен отвечает за связывание с клеточным рецептором. Большинство альфавирусов теряют периферический белок Е3, но у вирусов Семлики он остается связанным с вирусной поверхностью.

### Неструктурные белки
Четыре неструктурных белка (nsP1–4), которые продуцируются как один полипротеин, составляют механизм репликации вируса. Процессинг полипротеина происходит строго регулируемым образом, при этом расщепление в месте соединения P2/3 влияет на использование матрицы РНК во время репликации генома. Этот участок расположен у основания узкой расщелины и труднодоступен. После расщепления nsP3 создает кольцевую структуру, окружающую nsP2. Эти два белка имеют обширный интерфейс.
Мутации в nsP2, которые продуцируют нецитопатические вирусы или фенотипы, чувствительные к температуре, кластеризуются в области интерфейса P2/P3. Мутации P3, расположенные напротив нецитопатических мутаций nsP2, предотвращают эффективное расщепление P2/3. Это, в свою очередь, влияет на инфекционность РНК, изменяя уровни продукции вирусной РНК.

## Вирусология
Вирус имеет диаметр 60–70 нанометров. Он имеет оболочку, сферическую форму и имеет геном РНК с положительной цепью размером ~ 12 килобаз. Геном кодирует два полипротеина. Первый полипротеин состоит из четырех неструктурных единиц: по порядку от N-конца к С-концу - nsP1, nsP2, nsP3 и nsP4. Второй представляет собой структурный полипротеин, состоящий из пяти экспрессионных единиц: от N-конца до С-конца - Капсид, Е3, Е2, 6К и Е1. Субгеномная РНК с положительной цепью - 26S РНК - реплицируется из промежуточной РНК с отрицательной цепью. Это служит матрицей для синтеза вирусных структурных белков. Большинство альфавирусов имеют консервативные домены, участвующие в регуляции синтеза вирусной РНК.
Нуклеокапсид диаметром 40 нанометров содержит 240 копий капсидного белка и имеет икосаэдрическую симметрию T = 4. Вирусные гликопротеины Е1 и Е2 встроены в липидный бислой. Одиночные молекулы Е1 и Е2 связываются с образованием гетеродимеров. Гетеродимеры Е1-Е2 образуют контакты один к одному между белком Е2 и мономерами нуклеокапсида. Белки Е1 и Е2 опосредуют контакт между вирусом и клеткой-хозяином.
Было идентифицировано несколько рецепторов. К ним относятся запретин, фосфатидилсерин, гликозаминогликаны и β-субъединица АТФ-синтазы.
Репликация происходит в цитоплазме, особенно в областях, называемых «сферулами», отделенных от остальных инвагинациями плазматической мембраны. Каждый комплекс занимает одну такую область с внутренним диаметром около 50 нм.
Вирионы созревают путем почкования через плазматическую мембрану, где ассимилируются кодируемые вирусом поверхностные гликопротеины Е2 и Е1. Эти два гликопротеина являются мишенями многочисленных серологических реакций и тестов, включая нейтрализацию и ингибирование гемагглютинации. Альфавирусы проявляют различную степень антигенной перекрестной реактивности в этих реакциях, и это формирует основу для семи антигенных комплексов, 32 видов и многих подтипов и разновидностей. Белок Е2 содержит большинство нейтрализующих эпитопов, в то время как белок Е1 содержит более консервативные перекрестно-реактивные эпитопы.

## Эволюция
Изучение таксона предполагает, что данная группа вирусов имеет морское происхождение, конкретно из области Южного океана, откуда впоследствии они распространились как в Старый, так и в Новый Свет.
В этом роде есть три подгруппы: подгруппа вирусов Semliki Forest (вирусы Semliki Forest, O'nyong-nyong и Ross River); подгруппа вируса восточного энцефалита лошадей (вирусы восточного энцефалита лошадей и венесуэльского энцефалита лошадей) и подгруппа вируса Синдбис. Вирус Синдбис, географически ограниченный Старым Светом, более тесно связан с подгруппой восточного лошадиного энцефалита, которая относится к вирусам Нового Света, чем с подгруппой вирусов Семлики, которая также встречается в Старом Свете.

## Таксономия
К роду отнесены следующие виды:
 
Семь комплексов:
Вирусный комплекс Бармах Форест
Восточный комплекс лошадиного энцефалита
Вирус восточного энцефалита лошадей (семь антигенных типов)
Вирусный комплекс Мидделбург
Вирус Мидделбург
Вирусный комплекс Ндуму
Вирус Ндуму
Вирусный комплекс леса Семлики
Вирус Бебару
Вирус чикунгунья
Гета вирус
Вирус Маяро
Подтип: вирус Una
Вирус О'ньонг'ньонг
Подтип: вирус Игбо-Ора
Вирус реки Росс
Подтип: вирус Сагияма
Вирус леса Семлики
Подтип: Me Tri вирус
Комплекс венесуэльского лошадиного энцефалита
Вирус Кабассу
Вирус Эверглейдс
Вирус Моссо дас Педрас
Вирус Мукамбо
Вирус парамана
Вирус Пиксуна
Вирус Рио-Негро
Вирус трокара
Подтип: вирус Bijou Bridge
Вирус венесуэльского лошадиного энцефалита
Комплекс западного лошадиного энцефалита
Ауравирус
Вирус Бабанки
вирус Кызылагач
Вирус Синдбис
вирус Окельбо
Ватароа вирус
Рекомбинанты в этом комплексе
Вирус Багги Крик
Вирус Форт-Морган
Вирус Хайлендс J
Вирус западного энцефалита лошадей
Неклассифицированные вирусы
Эйлат вирус
Альфавирус мвинилунга
Альфавирус лосося
Вирус южного морского слона
Тонат вирус
Вирус Каэнгуа

### Заметки
Вирус леса Бармах связан с вирусом леса Семлики. Вирус Мидделбурга, хотя и классифицируется как отдельный комплекс, может быть членом группы вирусов леса Семлики.
Вполне вероятно, что этот род произошел в Старом Свете от переносимого насекомыми растительного вируса.
Вирус Синдбис, возможно, возник в Южной Америке. Вирусы энцефалита лошадей и вирус Синдбис родственны.
Вирусы Старого Света и Нового Света, по-видимому, разошлись между 2000 и 3000 лет назад. Расхождение между вирусом венесуэльского лошадиного энцефалита и восточным вирусом лошадей, по-видимому, произошло ~ 1400 лет назад.
Клада вирусов, заражающая рыбу, кажется базальной по отношению к другим видам.
Вирус южного морского слона, по-видимому, связан с кладой Sinbis.

## Патогенез и иммунный ответ
| Вирус                                      | Человеческое заболевание                                              | Природный резервуар среди позвоночных | Географическое распространение                       |
| ------------------------------------------ | --------------------------------------------------------------------- | ------------------------------------- | ---------------------------------------------------- |
| Вирус Бармах Форест                        | - Лихорадка, недомогание, сыпь, - боль в суставах, болезненность мышц | Люди                                  | Австралия                                            |
| вирус чикунгунья                           | Сыпь, артрит                                                          | Приматы, люди                         | Африка, Латинская Америка, Индия, Юго-Восточная Азия |
| Вирус восточного лошадиного энцефалита     | Энцефалит                                                             | Птицы                                 | Америка                                              |
| Вирус Маяро                                | Сыпь, артрит                                                          | Приматы, люди                         | Южная Америка                                        |
| Вирус О'ньонг'ньонг                        | Сыпь, артрит                                                          | Приматы, Люди                         | Африка                                               |
| Вирус реки Росс                            | Сыпь, артрит                                                          | Млекопитающие, люди                   | Австралия, южная часть Тихого океана                 |
| Вирус леса Семлики                         | Сыпь, артрит                                                          | Птицы                                 | Африка                                               |
| Вирус Синдбис                              | Сыпь, артрит                                                          | Птицы                                 | Европа, Африка, Австралия                            |
| тонат вирус                                | Энцефалит                                                             | Люди                                  | Южная Америка                                        |
| Уна вирус                                  | Сыпь, артрит                                                          | Приматы, люди                         | Южная Америка                                        |
| Вирус венесуэльского лошадиного энцефалита | Энцефалит                                                             | Грызуны, лошади                       | Америка                                              |
| Вирус западного энцефалита лошадей         | Энцефалит                                                             | Птицы, млекопитающие                  | Северная Америка                                     |

В мире распространено множество альфавирусов, способных вызывать заболевания человека. Инфекционный артрит, энцефалит, сыпь и лихорадка являются наиболее часто наблюдаемыми симптомами. Более крупные млекопитающие, такие как люди и лошади, обычно являются тупиковыми хозяевами или играют незначительную роль в передаче вируса; однако в случае венесуэльского энцефалита лошадей вирус в основном амплифицируется у лошадей. В большинстве других случаев вирус сохраняется в природе у комаров, грызунов и птиц.
Наземные альфавирусные инфекции распространяются насекомыми-переносчиками, такими как комары. После укуса человека зараженным комаром вирус может попасть в кровоток, вызывая виремию. Альфавирус также может проникать в ЦНС, где он способен расти и размножаться в нейронах. Это может привести к энцефалиту, который может привести к летальному исходу.
Когда человек заражен этим конкретным вирусом, его иммунная система может играть роль в уничтожении вирусных частиц. Альфавирусы способны вызывать продукцию интерферонов. Также участвуют антитела и Т-клетки. Нейтрализующие антитела также играют важную роль в предотвращении дальнейшего заражения и распространения.

## Диагностика, профилактика и контроль
Диагноз ставится на основании клинических образцов, из которых можно легко выделить и идентифицировать вирус. В настоящее время вакцин против альфавируса не существует. Борьба с переносчиками с помощью репеллентов, защитной одежды, уничтожения мест размножения и опрыскивания являются предпочтительными профилактическими мерами.

## Исследовательская работа
Альфавирусы представляют интерес для исследователей генной терапии, в частности, вирус Росс-Ривер, вирус Синдбиса, вирус лесов Семлики и вирус венесуэльского конского энцефалита использовались для разработки вирусных векторов для доставки генов. Особый интерес представляют химерные вирусы, которые могут образовываться с альфавирусными оболочками и ретровирусными капсидами. Такие химеры называются псевдотипированными вирусами. Альфавирусные псевдотипы оболочки ретровирусов или лентивирусов способны интегрировать гены, которые они несут, в обширный диапазон потенциальных клеток-хозяев, которые распознаются и инфицируются белками оболочки альфавирусов E2 и E1. Стабильная интеграция вирусных генов опосредована ретровирусной внутренней частью этих векторов. 
Существуют ограничения на использование альфавирусов в области генной терапии из-за отсутствия у них таргетинга, однако за счет введения вариабельных доменов антител в неконсервативную петлю в структуре E2 мишенями становятся определенные популяции клеток. Кроме того, использование цельных альфавирусов для генной терапии имеет ограниченную эффективность как из-за того, что несколько внутренних альфавирусных белков участвуют в индукции апоптоза при инфицировании, так и из-за того, что альфавирусный капсид опосредует только временное введение мРНК в клетки-хозяева. 
Ни одно из этих ограничений не распространяется на псевдотипы альфавирусной оболочки ретровирусов или лентивирусов. Однако экспрессия оболочек вируса Синдбис может привести к апоптозу, а их введение в клетки-хозяева при заражении псевдотипированными ретровирусами оболочки вируса Синдбис также может привести к гибели клеток. Токсичность вирусных оболочек Sindbis может быть причиной очень низких титров продукции, полученных из упаковочных клеток, сконструированных для производства псевдотипов Sindbis. Еще одно направление исследований с участием альфавирусов — вакцинация. Альфавирусы могут быть сконструированы для создания векторов репликонов, которые эффективно индуцируют гуморальный и Т-клеточный иммунный ответ. Поэтому их можно использовать для вакцинации против вирусных, бактериальных, простейших и опухолевых антигенов.

## История
Первоначально семейство Togaviridae включало то, что сейчас называется Flaviviruses, в пределах рода Alphavirus. Флавивирусы были сформированы в свое собственное семейство, когда были отмечены достаточные различия с альфавирусами благодаря развитию секвенирования. Вирус краснухи ранее был включен в семейство Togaviridae в отдельный род Rubivirus, но теперь классифицируется в отдельное семейство Matonaviridae. Alphavirus в настоящее время является единственным родом в семействе.
- 1930 г. - вирус западного энцефалита лошадей впервые выделен в Соединенных Штатах (первый из когда-либо выделенных альфавирусов).
- 1933 г. – в США впервые выделен вирус восточного энцефалита лошадей .
- 1938 г. – выделен венесуэльский лошадиный энцефалит .
- 1941 г. - в США наблюдается эпидемия западного лошадиного энцефалита. Он затрагивает 300 000 лошадей и 3336 человек.
- 1941 – Норман Грегг замечает большое количество детей с катарактой после вспышки краснухи. Этот и другие дефекты классифицируются как синдром врожденной краснухи .
- 1942 г. - вирус леса Семлики выделен в Булияме, округ Бвамба, Уганда.
- 1952 г. - вирус Синдбис выделен в медицинском округе Синдбис, 40 mi (64 км) . к северу от Каира, Египет .
- 1959 г. – Вирус реки Росс выделен от комаров Aedes vigilax (теперь известных как Ochlerotatus vigilax )[17], которые были отловлены в реке Росс в Австралии.
- 1963 г. - Доэрти и его коллеги выделяют вирус Росс-Ривер, вызывающий эпидемический полиартрит (в основном наблюдаемый в Австралии)[18].
- 1971 - Последняя эпидемия венесуэльского лошадиного энцефалита наблюдается у лошадей в южном Техасе[19].
- 1986 г. - вирус леса Барма идентифицирован как вызывающий заболевание человека в Австралии[20].
- 2001 — Ученые раскрыли кристаллическую структуру гликопротеиновой оболочки вируса леса Семлики .
- 2005–2006 гг. — крупная эпидемия вируса чикунгунья на острове Реюньон и прилегающих островах в Индийском океане [21] .
- 2006 г. - крупная эпидемия вируса чикунгунья в Индии, зарегистрировано более 1,5 миллиона случаев[22].

## Внешние ссылки
- Отчет ICTV о Togaviridae
- Viralzone: Alphavirus
- Virus Pathogen Database and Analysis Resource (ViPR): Togaviridae